# Blèves
Blèves – miejscowość i gmina we Francji, w regionie Kraj Loary, w departamencie Sarthe.
Według danych na rok 2010 gminę zamieszkiwało 98 osób, a gęstość zaludnienia wynosiła 48 osób/km².